# Eckard Klostermann

Eckard Klostermann (1914)

Eckard Julius Klostermann (* 5. September 1870 in Messina, Italien; † 18. September 1958 in Düsseldorf) war ein deutscher Buchhändler und Verleger in Jena und Bonn.

## Leben und Ausbildung
Eckard Klostermann war das erste von fünf Kindern aus der zweiten Ehe des Kaufmanns Julius Klostermann (1826 – 1900) mit Helene Eckard (1849 – 1930). Seine Halbschwester war die Pädagogin und Fröbel-Forscherin Helene Klostermann, sein Onkel väterlicherseits der Patent- und Urheberrechtler Rudolf Klostermann.
Bis zum 12. Lebensjahr wurde er im Elternhaus in Messina unterrichtet (1879–1882 von seiner Halbschwester Helene). 1882 siedelte die Familie nach Berlin über.
Eckard besuchte zwischen 1883 und 1886 das Askanische Gymnasium in Berlin und von 1886 bis 1890 das dortige Königliche Luisen-Gymnasium. 1890–1893 absolvierte Klostermann eine Lehre in der Buchhandlung W. Weber in Berlin, anschließend Gehilfenstellungen in der Hofbuchhandlung Groos in Koblenz (1893–1894), Friedrich Cohen in Bonn (1894–1896) sowie Rosenberg & Sellier in Turin (1896–1898).
In Turin hatte er Angiolina Maspes (* 2. Februar 1976 in Ivrea; † 3. März 1947 in Bad Godesberg) kennengelernt, im Jahr 1900 heirateten sie. Der Ehe entstammen zwei Kinder: Vittorio Julius Klostermann (* 29. Dezember 1901 in Jena; † 29. August 1977 in Müllheim) und Annemarie Klostermann (* 17. Oktober 1904 in Jena; † 13. August 1994 in Düsseldorf).

## Berufliche Tätigkeit
1898 trat Eckard Klostermann in die Frommann'sche Buch- und Kunsthandlung in Jena ein, am 1. Oktober 1900 als persönlich haftender Gesellschafter, ab 1903 als Alleinbesitzer. Die Frommann'sche Buch- und Kunsthandlung, die seit 1880 eine Verlagsabteilung besaß, wurde nach der Übernahme neu ausgebaut. Dabei setzte sich Eckard Klostermann für eine wissenschaftliche Ausrichtung des Verlags ein. Daneben weitete Klostermann den Kunsthandel durch die Einrichtung eines „Graphischen Kabinetts“ aus, welches Zugang zu Werken zeitgenössischer Künstler gab, beispielsweise Emil Nolde, Ernst Ludwig Kirchner oder Walther Klemm. Außerdem konnte er den Maler Otto Ubbelohde als Illustrator für einen Stadtführer Jenas gewinnen. Wirtschaftlicher Erfolg war ihm jedoch nicht beschieden, 1914 musste er die Buchhandlung verkaufen. Felix Jud, den er im Jahr zuvor als Lehrling aufgenommen hatte und der – gerade erst 15 Jahre alt – das Geschäft kommissarisch weiterführte, konnte Ende 1914 dagegen ein „glänzendes Weihnachtsgeschäft“ vermelden.
1915 fand Klostermann eine Anstellung als Leiter der Werbearbeit der Deutschen Bücherei in Leipzig (heute Standort der Deutschen Nationalbibliothek). Ihm oblag die Pflege der Beziehungen der Deutschen Bücherei zu den Verlagen. 1917 kündigte er diese Stellung und trat als Abteilungsleiter in den S. Hirzel Verlag in Leipzig ein.
Im Oktober 1920 bot ihm Fritz Cohen, Geschäftsinhaber der Firma Friedrich Cohen und mit Klostermann seit dessen dortiger Gesellentätigkeit (1894–1896) befreundet, eine Prokura-Stellung an, verbunden mit der Neuorganisation und Leitung des Verlags. Cohens Programm war zwar vornehmlich auf Naturwissenschaften und Medizin ausgerichtet, brachte aber auch nicht wenige Werke der Geschichte, Theologie und Literaturwissenschaft. Darunter befanden sich bereits so wichtige Autoren wie Hermann Usener, Max Scheler und Karl Reinhardt. Während Walter Cohen den Verlag seines Bruders Fritz um Werke zur Kunst und Kunstgeschichte bereicherte, baute Klostermann den geisteswissenschaftlichen Verlagszweig aus und konnte bereits 1922/23 Paul Ludwig Landsberg, Ernst Robert Curtius, Walter F. Otto und Helmuth Plessner als Autoren gewinnen, ferner Max Scheler und Karl Mannheim als Herausgeber einer Schriftenreihe zur Philosophie und Soziologie.
Zum 1. Januar 1924 holte Klostermann seinen Sohn Vittorio Klostermann als Leiter der Antiquariatsabteilung in die Firma, jedoch sehr bald auch mit Aufgaben im Verlag. 1926 brachten Vater und Sohn Klostermann u. a. Schriften von Friedrich Dessauer und Hanns Wilhelm Eppelsheimer heraus und begründeten den Philosophischen Anzeiger. 1927 starb Fritz Cohen, und dessen Gattin Hedwig Cohen übernahm die Firma als alleinige Inhaberin. Sie erteilte Vittorio Klostermann 1928 Prokura und übertrug ihm die Verlagsleitung.
Von 1928 bis 1930 erschienen bei Friedrich Cohen Werke u. a. von Hans Lipps, Günther Stern/Anders, Friedrich Dessauer, Martin Heidegger und Karl Mannheim, aber bereits Ende 1930 musste die Neuproduktion aus wirtschaftlichen Gründen weitgehend eingestellt werden. Während Vittorio Klostermann nach Frankfurt ging und einen Verlag unter seinem eigenen Namen gründete, blieb Eckard Klostermann bis zur Pensionierung 1937 bei Cohen. Die Zeiten waren für das Unternehmen sehr hart. Obwohl Fritz Cohen ein halbes Jahr nach seiner Geburt am 29. Dezember 1872 in Bonn getauft worden war, wurde sein Unternehmen als jüdisches betrachtet und boykottiert. Nach der nationalsozialistischen „Machtergreifung“ 1933 wurde es, direkt gegenüber der Universität gelegen, zu einem Hauptangriffsziel der Nazi-Studenten. Der Jahresumsatz ging stark zurück. Hedwig Cohen, geb. Bouvier, änderte den Namen der Firma in „Bouvier“, um dem drohenden wirtschaftlichen Aus zu entgehen.